# Just Good Old Rock and Roll
| Recensione              | Giudizio |
| ----------------------- | -------- |
| AllMusic                | [ 2 ]    |
| Dizionario del Pop-Rock | [ 3 ]    |

Just Good Old Rock and Roll è l'ultimo album degli The Electric Prunes, pubblicato dalla Reprise Records nel 1969. Il disco fu registrato al The Sound Factory di Hollywood in California (Stati Uniti).

## Tracce
Lato A
1. Sell – 3:13 (Mary Herron, John Herron)
2. 14 Year Old Funk – 3:31 (Bill Daffern, Ron Morgan)
3. Love Grows – 4:07 (Bill Daffern, John Fleck, Ron Morgan, Brett Wade)
4. So Many People to Tell – 4:00 (Brett Wade)
5. Finders Keepers, Losers Weepers – 3:30 (Jimmy Holiday, Jimmy Lewis, Cliff Chambers)

Lato B
1. Giant Sunhorse – 4:06 (Bill Daffern, Ron Morgan, Larry Tamblyn, Brett Wade)
2. Violent Rose – 2:42 (John Herron, Dick Whetstone)
3. Thorjon – 2:58 (Mark Kincaid, Brett Wade, Dick Whetstone)
4. Silver Passion Mine – 2:53 (Brett Wade)
5. Tracks – 2:44 (Mary Herron, John Herron)
6. Sing to Me – 3:22 (Brett Wade)

## Musicisti
- Dick Whetstone - voce solista, batteria
- Mark Kincaid - chitarra, voce
- Ron Morgan - chitarra
- Brett Wade - basso, flauto, voce

Musicista aggiunto
- John Herron - organo

Note aggiuntive
- Dave Hassinger - produttore (per la Damo Productions, Inc.)
- The Electric Prunes - arrangiamenti
- Registrazioni effettuate al The Sound Factory di Hollywood, California
- Rick Heenan e Juddy Phillips - ingegneri delle registrazioni
- Wilson Fisher - personal management (degli The Electric Prunes)
- Tommy Mitchell - fotografia copertina album
- Ed Thrasher - art direction[5]